# اسپوراد
اسپوراد (به لاتین: Sporades) یک منطقهٔ مسکونی در یونان است که در تسالی واقع شده‌است. اسپوراد ۲۷۵٫۷ کیلومتر مربع مساحت و ۱۳٬۷۹۸ نفر جمعیت دارد.